# Житецкий, Иродион Алексеевич
Иродио́н Алексе́евич Жите́цкий (20.04.1851—1913) — этнограф Российской империи.

## Биография
В 1875 году Иродион Алексеевич окончил историко-филологической факультет Киевский университет и в течение двух лет преподавал в Глуховском учительском институте.
В 1877 году снова поступает в Киевский университет на медицинский факультет.
В 1878 году Иродион Алексеевич был исключен из университета и вскоре арестован и за принадлежность к революционному кружку и хранение запрещенной литературы и сослан и жил в Вятской и Астраханской губерниях, по возвращении поступил на государственную службу во Владимире в городской Казённой палате.
В 1885 году прекращается гласный надзор над ним.
В 1887 году его избрали действительным членом Петровского общества исследователей Астраханского края.
В 1891 году становится начальником отдела, но все ещё находится под негласным надзором полиции, его прошлое мешает дальнейшему продвижению по службе.
Наиболее важные работы: «Астраханские калмыки» (Астрахань, 1892), «Очерки быта астраханских калмыков» (Москва, 1893), «Смена народностей в южной России» («Киевская старина», 1883—1884 гг.).